# Tworzysława
Tworzysława – imię żeńskie, nienotowane w staropolszczyźnie, stanowiące żeński odpowiednik staropolskiego imienia Tworzysław. Składa się z członu Tworzy- ("tworzyć") -sława ("sława"). Oznacza prawdopodobnie "tę, która stwarza (kreuje) sławę". Imię to wystąpiło we współczesnym zasobie imienniczym jednokrotnie.   
Tworzysława imieniny obchodzi 18 sierpnia.